# SN 2013fs
SN 2013fs是一顆在螺旋星系NGC 7610內發現的超新星。該超新星由帕洛马山天文台的帕洛馬瞬變工廠發現於2013年10月，當時命名為iPTF 13dqy。天文學家在SN 2013fs爆炸後大約3小時觀測到它，並在之後數小時內在紫外線與X射線波段觀測到。天文學家於SN 2013fs爆炸後6小時觀測到它的可見光光譜，因此是至今最迅速獲得如此觀測細節結果的超新星。

## 概要
SN 2013fs的前身星被認為是質量為太陽10倍的紅超巨星，表面有效溫度3,500 K，半徑是太陽的607倍，並且爆炸時恆星年齡不超過數百萬年。該前身星的外圍被爆炸前不久噴出的氣體形成的相對較高密度殼層結構所環繞。SN 2013fs爆炸時產生的輻射照亮了該殼層，而該殼層的質量約為太陽的千分之一，外緣半徑大約是海王星軌道半徑的5倍。

## 外部連結
- Light curves and spectra（页面存档备份，存于） on the Open Supernova Catalog（页面存档备份，存于）